# Goplana ecuadorica
Goplana ecuadorica är en svampart som beskrevs av Syd. 1939. Goplana ecuadorica ingår i släktet Goplana och familjen Chaconiaceae.   Inga underarter finns listade i Catalogue of Life.